# Каја Гербер
Каја Џордан Гербер (енгл. Kaia Jordan Gerber; Лос Анђелес, 3. септембар 2001) америчка је манекенка и глумица. Ћерка је манекенке Синди Крофорд.

## Биографија
Рођена је 3. септмбра 2001. у Лос Анђелесу. Млађе је од двоје деце манекенке Синди Крофорд и предузетника Рандеа Гербер. Има старијег брата, Преслија. Мајка јој је хришћанка, а отац Јевреј. Изјавила је да се у њиховом дому славе и Божић и Ханука.
Од 2019. до фебруара 2020. излазила је с америчким комичарем Питом Дејвидсоном. У августу 2020. била је у вези с аустралијским глумцем Џејкобом Елордијем. Раскинули су годину дана касније. У децембру 2021. ступила је у везу с глумцем Остином Батлером.

## Филмографија
| Улоге Каје Гербер |                                     |               |                 |           |
| Година            | Српски назив                        | Изворни назив | Улога           | Напомена  |
| 2016.             |                                     |               | млада Каролина  | ТВ филм   |
| 2017.             |                                     |               | себе            | 1 епизода |
| 2021.             | Америчке хорор приче                |               | Руби Макданијел | 3 епизоде |
| 2021.             | Америчка хорор прича: Дупли садржај |               | Кендал Кар      | 4 епизоде |
| 2022.             | Вавилон                             |               | старлета        |           |
| 2023.             |                                     |               | Британи         |           |